# Villa Marchi
Villa Marchi, anche detta La Nave, o Villa Caciolle, è un'antica villa di Firenze. Si trova in via di Caciolle, a cui dà il nome, in zona Rifredi, accanto al nuovo cimitero israelitico.

## Storia e descrizione
È citata in I dintorni di Firenze di Guido Carocci, secondo cui il nome la Nave è dovuto alla forma simile allo scheletro di una nave. 
Secondo Carocci la costruzione è precedente al 1427, anno in cui apparteneva a un certo Falarione di Francesco, mentre successivamente divenne parte dei beni posseduti dallo Spedale degli Innocenti, insieme ad altri lungo il torrente Terzolle.
Nel 1531 fu acquistata da Bartolommeo Pedoni, e nel 1553 fu venduta dai suoi eredi a Giovan Battista Cini del gonfalone Unicorno. Nel 1635 fu acquistata da Lorenzo Franceschi, ma nel 1739 il barone Andrea Franceschi la vendette alla famiglia dei Fei. 
Nel 1773 fu acquistata da Giuseppe Tosi nella cui famiglia rimase per molto tempo. Secondo Carocci, la cappella fungeva da luogo di sepoltura per la famiglia Tosi, come comunemente accadeva nelle dimore gentilizie. Il Bargellini ricorda come all'interno la villa conservi alcuni soffitti decorati.
Nel 1944 fu acquisita dall'Opera Madonnina del Grappa tramite don Giulio Facibeni, e dal 2008 è una casa di accoglienza chiamata Casa Caciolle per detenuti in pene alternative al carcere. La struttura è stata rinominata Villa la Nave - Don Danilo Cubattoli detto "Cuba" in onore di Danilo Cubattoli, decano dei cappellani delle carceri italiane.